# Hugo Samzelius

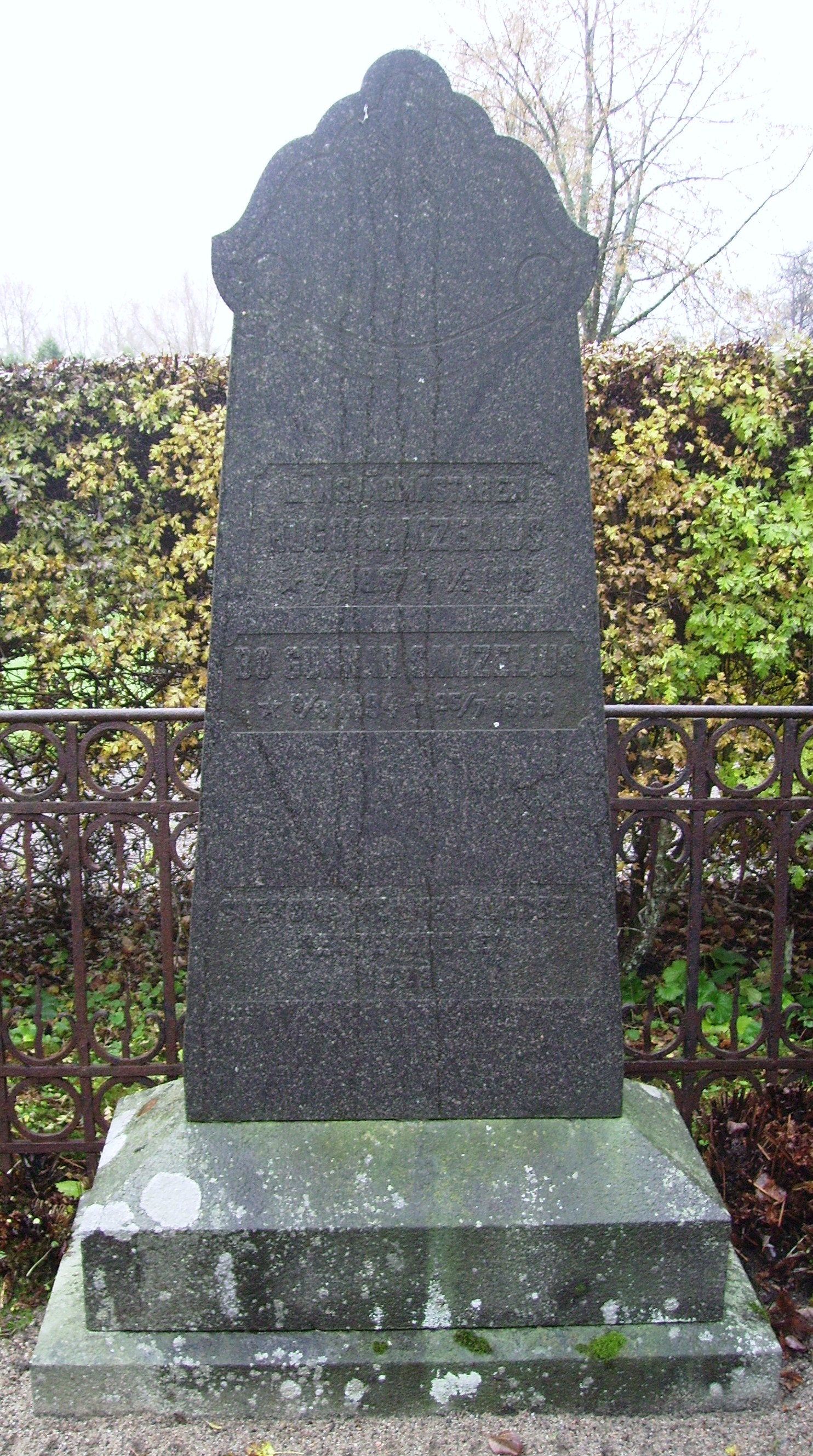
Hugo Samzelius gravvård på Alla Helgona kyrkogård i Nyköping.

Johan Axel Hugo Samzelius, född 3 januari 1867 i Nyköping, död 1 maj 1918, var en svensk författare, redaktör och jägmästare. 
Han var son till läroverksadjunkten Johan Samzelius och Thecla Constantia Hollgren. I sitt första äktenskap var han gift med Alma Sällström 1892 och i sitt andra med Ebba Christina Lilljequist 1912.
Samzelius tog mogenhetsexamen i Nyköping 1886, var elev vid Ormbergets skogsskola 1886–87, vid skogsinstitutet 1887–89, blev samma år tillförordnad jägmästare i Pajala revir. Därefter var han jägmästare på olika ställen i Sverige, e.o. tjänsteman vid domänstyrelsen, skogsförvaltare vid olika sågverk. Han företog studieresor till de nordiska ländernasa samt Ryssland och Tyskland och gjorde etnografiska resor i Lappland, bland annat för Nordiska museet. År 1891 anordnade han en utställning på Skansen och biträdde fram till 1898 Artur Hazelius som amanuens där.
År 1910 blev han länsjägmästare och sekreterare i skogsvårdsstyrelsen i Stockholms län. Han var även sekreterare i Svenska kennelklubben och var under flera år redaktör och ansvarig utgivare av dess tidskrift. Samzelius företog forsknings- och insamlingsresor till olika delar av Sverige, till Finland och Ryssland och gav ut flera jakt-, natur- och folklivsskildringar. Han var medlem i Publicistklubben, och har även utgett ett stort personhistoriskt verk över jägeristaten. Vidare var han redaktör för tidningen Jägaren; tillsammans med greve Birger Mörner och civilingenjör Knut Pauli grundade han jaktklubben Pracknissarne.
Han är begravd på Alla Helgona kyrkogård i Nyköping. Hans kusins son var Jonas L:son Samzelius.